# Rio Lizandro
O Lizandro, também conhecido por Rio de Cheleiros é um rio do distrito de Lisboa, Portugal, que desagua na praia denominada Foz do Lizandro, junto à Carvoeira, perto da Ericeira no concelho de Mafra. Em diferentes alturas do ano a barra encontra-se fechada por uma língua de areia, sendo necessária a abertura por meios mecânicos. Nasce na Serra da Atalaia, Asseisseira Pequena, freguesia de Venda do Pinheiro no concelho de Mafra e possui a extensão de cerca de 30 km, tendo como principais afluentes, na margem esquerda, a Ribeira da Cabrela.

## Toponímia
O rio Lizandro tem vários afluentes que, na época das chuvas, aumentam o seu caudal.
- Ribeira do Mourão ou Ribeira de Anços
- Ribeira dos Tostões
- Ribeira de Cheleiros
- Ribeira da Cabrela

## Afluentes
- Margem esquerda[3]
  - Rio Mourão
  - Ribeira da Cabrela
- Margem direita[3]
  - Ribeira dos Tostões (Ribeira de Vale Figueira, Ribeira da Carrasqueira, Ribeira de Casal Novo, Ribeira do Vale da Junqueira e Ribeira da Laje)
    - Ribeira da Mata Grande e Cheleiros
      - Ribeira do Lexim
      - Ribeira da Mata
      - Regueiro da Serra
      - Rio Pequeno (Ribeira do Boco, Ribeira da Borracheira e Ribeira do Coxo)
      - Ribeira da Vidigueira (Ribeira da Atravessada)